# Natale Montillo
Natale Montillo (5 de mayo de 1898-13 de noviembre de 1965) fue un director, guionista y actor cinematográfico de nacionalidad italiana. Tras la Segunda Guerra Mundial, escribió y produjo seis populares películas de género, dirigiendo también dos de ellas.

## Biografía
Nacido en Castellammare di Stabia, Italia, en 1920 volvió a su población natal tras participar en la Primera Guerra Mundial. Comenzó a trabajar como camarero y panadero, y en 1924 abrió una panadería. Gracias a esta actividad, se hizo cargo de una pequeña sala de cine en Castellammare, el cine Corso. En 1937 gestionó y adquirió el cine Savoia (en la actualidad Supercinema), siempre en su ciudad. Pero no fue hasta después de la Segunda Guerra Mundial  cuando Montillo se dedicó a su verdadera pasión, la de productor y autor cinematográfico.
Tras colaborar en 1947 en el film Madunnella, de Roberto Amoroso, en 1948 trabajó en una cinta propia, Calamita d'oro, con su recién nacida productora "S.A.P. Film". En 1949 llevó a cabo su segunda película, Napoli eterna canzone, con Paolo Carlini y Franca Marzi. Ambas producciones obtuvieron un buen resultado de taquilla.
Obtuvo un gran éxito en 1951 con Luna rossa, dirigida por Armando Fizzarotti. La película se basaba en una canción homónima que cantaba Claudio Villa. En el reparto figuraban actores como Renato Baldini y Aldo Bufi Landi. 
En 1952, Montillo debutó como director con Rosalba, la fanciulla di Pompei, cinta escrita y producida por él. La película, que fue un éxito en la taquilla del siguiente año, tenía actores de moda en la época como Silvana Muzi, Roberto Risso y Elli Parvo. Fue filmada en Pompeya y en sus alrededores.
En 1953 rodó Balocchi e profumi, con el título de una canción homónima. Escrita por Montillo con la colaboración de Wanda De Marchis y F. M. Bernardi, fue dirigida por Montillo y F. M. Bernardi, con fotografía de Mario Bava e interpretaciones de Tamara Lees y Roberto Risso.
Con los ingresos procedentes de sus filmes, Montillo inauguró el 16 de octubre de 1954 el Cinema Teatro Montil en Castellammare di Stabia, dando a su ciudad un local con 2000 asientos, y bar, restaurante y hotel anexos. El complejo, con una arquitectura futurista e imponente llevada a cabo por Pasquale Amodio, de la Universidad de Nápoles, sigue siendo hoy en día un testimonio de la iniciativa y el trabajo de Montillo.
El último trabajo de Montillo para el cine fue La sposa, película rodada en 1957, siendo el productor y guionista. La cinta fue interpretada por Carlo Giuffré y Irène Tunc.
El 27 de diciembre de 1962, el presidente de la República, Antonio Segni, lo nombró Oficial de la Orden al Mérito de la República Italiana por su contribución a la cinematografía italiana.
Natale Montillo falleció en Castellammare di Stabia en el año 1965.

## Filmografía
- 1948 : Calamita d'oro – guion y producción
- 1949 : Napoli eterna canzone – guion y producción
- 1951 : Luna rossa – guion (con Armando Fizzarotti) y producción
- 1952 : Rosalba, la fanciulla di Pompei - dirección, guion (con Armando Fizzarotti) y producción
- 1953 : Balocchi e profumi - dirección (con Francesco Maria Bernardi), guion (con Wanda De Marchis y F. M. Bernardi) y producción
- 1958 : La sposa – dirección (con Edmondo Lozzi), guion y producción